# 親愛なる者へ (テレビドラマ)
『親愛なる者へ』（しんあいなるものへ）は、フジテレビ系列で1992年7月2日から9月17日まで『木曜劇場』枠で放送されたテレビドラマ。全12回。平均視聴率は16.6%、最高視聴率は最終回の24.4%。このドラマのリメイク版が2012年6月27日から韓国のJTBCで放送された。

## 概要
後に数多くのヒット作を生み出した野沢尚が、初めて連続ドラマの脚本を担当した作品である。本作と1993年の『素晴らしきかな人生』、およびその翌年の『この愛に生きて』の3作品は、野沢の「夫婦三部作」と評された。
主演の浅野ゆう子と柳葉敏郎は、『君の瞳をタイホする!』、『ハートに火をつけて!』でも共演したが、夫婦役での共演は本作が初であった。ドラマ冒頭、柳葉演じる島谷が小木茂光演じるカウンセラーの本堂の元を訪れ、会話をするところから始まるのが恒例であり、会話の際に本堂が様々な助言を与えることが、ストーリー展開の鍵となっていた。
当時、ラジオ以外でのメディア出演が稀だった中島みゆきが、大多亮プロデューサーのオファーに応え、主題歌を提供。おまけに出演し、親が産婦人科医だった中島は第2話、最終回に女医役で特別出演した。ドラマタイトルは、主題歌を歌う中島の5枚目のアルバム『親愛なる者へ』からの引用。主題歌「浅い眠り」のシングルには、『親愛なる者へ』に収録された楽曲「断崖-親愛なる者へ-」のリメイク曲「親愛なる者へ」が収録され、各話のサブタイトルのいくつかも、過去の中島作品からの引用である。「浅い眠り」は、中島初のミリオンセラーとなり計102万枚をセールスした。劇中挿入歌には「つめたい別れ」、「肩に降る雨」、「時代」などの中島の楽曲が多く用いられ、ストーリーの一部は「南三条」のオマージュである。
放送終了後、翌1993年を中心にフジテレビ・関西テレビなど各地方局でも再放送されたが、1990年代後半や2000年代には、地上波での再放送はほとんどされず、CS放送での放送も行われなかった。VHS・DVD化もしていないが、FODにて配信されている。

## キャスト

### 主要人物
- 島谷（小松）凪子：浅野ゆう子

1960年7月9日生まれ。出身地は兵庫県。電気技師だった実父とは小学生の時に死別（作業中に電信柱から滑落）。母を勤務先だった旅館の慰安旅行で発生した事故で亡くしてからは、養父に愛情深く育てられる。旧姓の「小松」は養父の姓であり、実親の姓は不明。高校在学中に担任教師と不倫関係となるも、大学進学と同時に関係を終わらせ上京。卒業後はデパートに就職し、九条物産のプロジェクトに協力したのをきっかけに奥寺と知り合い交際。彼をつなぎ止めようと狂言自殺騒動を起こしたりするが、「面倒くさい女」として嫌われて別れを切り出され、強く恨みの感情を抱いた直後に望とスピード結婚。しかし奥寺を忘れられずにいた事もあり、勤務先であるデパートの寝具売り場で旧姓を通名として使用したり、つわりが酷いなどと理由をつけて望の子を中絶。気性が激しいのに加え、新婚当初の奥寺家に嫌がらせ電話をしたことを正当化、逆襲された事に腹を立てる等、自分本位・身勝手な言動が多く見られるが、奥寺との再会・不倫の末に望と離婚した時に養父の優しさに救われている。最終的には望を忘れられないとして彼の元へ戻ってゆく。のちに数人の子どもに恵まれ、80歳頃に大往生を遂げた様子が描かれている。
- 島谷望：柳葉敏郎

1961年8月12日生まれ。父・祐吉がホテルをメインにしたリゾート開発事業に携わっていた関係で、少年時代は各地を転々としていた。スポーツ万能で女生徒に人気があった様子。大学卒業後は新宿の不動産屋に勤務。凪子を深く愛していたが、るい子との再会に心揺れて不倫関係になり、同時に凪子自身の不倫も知る事となり離婚。しかしるい子がランナー育成の夢を捨てきれずにいる事と、望も凪子への気持ちが残っている事に気づき、南雲の営む産院の近くの海岸で凪子と再会。お互いに夫婦愛を見直した後で再婚を決意。写真館に案内され、どちらかが亡くなった後の遺影として使用するために2人がそろった写真を撮影した。そして数十年後を描いたラストでは、自分たち家族を残してこの世を去った凪子の葬儀の準備中、かつての約束を果たすために先ほどの写真を遺影として飾る。そしてかつての自分たちの写真を見つめては、改めて凪子を深く愛している事を告げるところで物語は終わる。
- 奥寺勢一郎：佐藤浩市

やり手のエリートサラリーマンだったが、フィリピンでの事業展開中に事故が発生。責任を取らされる形で左遷されていたが、上層部の思惑に振り回された末に松井の言葉で不正を暴く決意をする。離婚寸前の頃に凪子と再会。不倫関係になる。のちに事故に関して、自分が濡れ衣を着せられていた事、尾藤と佐々木の悪事を確認すると内部告発という形で汚職を摘発し退職。その直後に凪子から望を忘れられないとして別れを告げられる。

### 凪子の周辺人物
- 小松竹彦：河原崎長一郎

凪子の養父。凪子の母でもある妻の死後、凪子と正式に養子縁組。喫茶店を経営していた。少々、うだつの上がらない印象だが心優しい性格。凪子との離婚時、心配して上京。復縁を望んでいたが望の態度に立腹。殴り飛ばすも凪子には「仕方がない」と優しい言葉を掛けている。
- 浅田加寿子：広田玲央名（現・広田レオナ）

凪子の友人。奥寺との不倫は望にシラを切る様に凪子に忠告する。
- 内藤育美：向井亜紀

凪子の友人。一緒にカラオケをする場面がある。

### 望の周辺人物
- 三村るい子：横山めぐみ

望の後輩で、ロサンゼルスオリンピック出場を有望視されていたランナーだったが、怪我でリタイア後は高校の体育教師となる。同時に陸上部顧問としてアトランタオリンピックを目指し、永実を指導。再会した望と不倫関係になるが、彼の心を悟り、永実の予選通過を口実に去ってゆく。戸籍上では「涙子」と表記するが、本人の意思で字面をひらがなに変更し、通名として使用。
- 本堂多津夫：小木茂光

カウンセラー。たびたび訪れる望にアドバイスをする。最終回で事務所を畳み、転居。
- 大隈明敏：藤堂新二

望の勤務先の上司。営業の為に檄を飛ばしたりもするが、何かと望を気遣い、田島家の心中事件の時には、警察で事情聴取を受けた帰り、しばらく休暇を取る様に進言。
- 田島義郞：高津住男

望の勤務先に不動産斡旋を依頼した顧客。望に「奥さんとは戦友になる様に」と話して聞かせるが、実は多額の借金を抱えており、サラ金から借りた金を銀行口座に入金する形で中古の一戸建てを購入した数日後に一家心中。望と大隈を悲しませる。
- 田島綾子：和泉今日子

田島の妻。明るく振る舞っていたが、子ども達に劇薬を飲ませ、自分達は首を吊る形で心中する。
- 土倉永実：古柴香織

るい子の勤務する高校の生徒で、陸上部に所属している。るい子とは強い絆で結ばれているが、部活・恋愛などのトラブルなどで対立することもある。反目したのちに「私はあなたがなくした足の代わりではない」として練習を再開。のちにオリンピックへの予選を通過。
- 森下大輔：真野圭一

永実のボーイフレンド。るい子から「彼女と別れて」と厳しく責められた事がある。彼女をバイクに乗せた時に転倒。負傷させ警官に叱られ、その直後に病院で望と会話をする、望と再会したグラウンドで栄実への恋愛感情を改めて認識。同時に永実がるい子の電話番号を凪子に知らせた事を謝罪。やや柄が悪め。

### 後藤家
- 後藤（奥寺）弥生：斉藤慶子

九条物産の社員だった頃、奥寺に心惹かれ、彼の恋人が気性が激しいと知って逆のキャラを作り上げ、演技づくで奪い結婚(大塚からは『無邪気に追い回していた』と評される)のちに雄という息子を出産するが、奥寺が仕事一筋で家庭を顧みない。事故発生で左遷後は常に呆然としていると、離婚を決意。恋敵だったと知らずにいた事もあり、独身時代に一緒になった事のある凪子との再会を喜ぶも、彼女には素性を知られていた事から敬遠されてしまう。凪子と対立を展開した後、正式に離婚が成立し、実家へ戻るが奥寺を忘れられずにいた（最終的に復縁したような描写が見られる）。奥寺を奪った女として凪子に長年に渡って逆恨みをされていた。新婚当時の深酒が元で肝臓がやや悪め。
- 後藤利弘：塩屋俊

後藤家の長男。奥寺に対して「子供が父の顔を覚えてしまう」として、これから会わないでやって欲しいと諭す。妻と母がうまく行ってない様子で、妹母子の帰省を密かに喜んでいた。最終回で内部告発をおこなった奥寺に対して「どんな会社にも裏はある」「責任逃れの為でしかない」「また同じ事を繰り返す筈」と軽蔑し、彼の元に戻ろうとする妹を引き留めようとする。
- 後藤桂子：五十嵐五十鈴

兄妹の母。娘の帰省を喜び、孫の雄を可愛がる。

### 九条物産
- 大塚：中野英雄（3話）

九条物産社員。かつて奥寺とプロジェクトチームが一緒で、取引先として来ていた凪子とも顔見知り。奥寺が結婚した時の事を話題にした上で彼が左遷された事を凪子に伝えている。
- 尾藤秀幸：本郷功次郎

九条物産専務。フィリピンでの事故の首謀者だが、佐々木と共謀し奥寺に濡れ衣を着せる。最終回で処分を受ける事が確定。
- 佐々木重男：長谷川哲夫

部長。奥寺の味方の振りをして、小金稼ぎの為に悪事に荷担。奥寺の告発によりイニシャルで新聞に掲載され、同時に尾藤に罵られる。
- 加瀬：佐藤幸雄

九条物産社員で奥寺とは同期。味方の様な態度を取りながら、彼を陥れたり、待ち伏せして暴力を振るったりした。
- 舟橋：山口晃史

九条物産社員で奥寺より少し年上。エリートコースを外れた奥寺を見下して嫌味を言ったり、退職する彼を罵倒。
- 鴨井：賀川黒之助

九条物産社員。船橋と同様に奥寺を見下したり嫌がらせをしていた。最終回で彼を殺人者呼ばわりをして松井に鉄拳を食らわされる。
- 松井課長：小坂一也

奥寺が左遷されたマーケティングリサーチ課の課長。中盤で佐々木の思惑により、奥寺が課長に昇任となり社史編纂室へと異動。この時に奥寺に対して汚職を暴くヒントを与える。内部告発をして去ってゆく奥寺を罵倒した鴨井を公衆の面前で殴り飛ばしている。

### その他
- 南雲律子：中島みゆき（第2回、最終回のみ）

凪子が訪れた産婦人科の医師。未婚で妊娠。中絶目的で訪れた産院で説得を受け、息子を出産。のちに医師免許を取得し、産院の経営を任された事が本人のセリフで描かれている。
- 野口：奥村公延（9,12話）

野口写真館の館長。凪子と望の新婚時、復縁時に二人の写真を撮った。（復縁時に撮った写真は数十年後の凪子の葬式の遺影として使われる。）

## スタッフ
- 企画：山田良明
- 脚本：野沢尚
  - 『親愛なる者へ』フジテレビ出版、1992年9月。ISBN 978-4594010065。
- 演出：木村達昭、林徹、中江功
- 音楽：西村由紀江
- 主題歌：『浅い眠り』中島みゆき
- プロデュース：大多亮

## 放送日程
| 第1話                                                      | 1992年7月2日  | 夫婦の逢びき           | 木村達昭 | 18.2% |
| 第2話                                                      | 1992年7月9日  | 永久欠番               | 木村達昭 | 14.9% |
| 第3話                                                      | 1992年7月16日 | 彼女を恨んで生きてきた | 林徹     | 16.1% |
| 第4話                                                      | 1992年7月23日 | ガラスの動物園         | 林徹     | 15.0% |
| 第5話                                                      | 1992年7月30日 | 夫婦のアニバーサリー   | 中江功   | 11.7% |
| 第6話                                                      | 1992年8月6日  | 夫のアリバイ証明       | 木村達昭 | 13.3% |
| 第7話                                                      | 1992年8月13日 | 悪女かもしれない       | 木村達昭 | 14.5% |
| 第8話                                                      | 1992年8月20日 | ここからが地獄         | 林徹     | 18.4% |
| 第9話                                                      | 1992年8月27日 | 別れまでの900メートル  | 木村達昭 | 17.4% |
| 第10話                                                     | 1992年9月3日  | あなたも孤独ですか     | 林徹     | 16.2% |
| 第11話                                                     | 1992年9月10日 | ゼロになれない私       | 木村達昭 | 19.2% |
| 第12話                                                     | 1992年9月17日 | With                   | 木村達昭 | 24.4% |
| 平均視聴率 16.6%（視聴率は関東地区・ビデオリサーチ社調べ） |               |                        |          |       |

## 韓国版ドラマ
韓国でリメイクされ、친애하는 당신에게（直訳：「親愛なるあなたへ」）と題して、2012年6月27日から8月16日までJTBCにて全16話が放送された。キム・ジウンが脚本を書き、チョ・ヒョンタクが監督し、『冬のソナタ』のチェリン役で知られるパク・ソルミや『チェオクの剣』で広く知られるようになったキム・ミンジュンらが出演した。最高視聴率は0.7パーセント、最終回の視聴率は0.6パーセントだった。
日本では、2013年7月からKNTVで放送された他、BS11でも放送され、2014年にDVDが発売され、DVDのレンタルも開始された。

### 登場人物

#### 主要人物
ソ・チャンジュ〈33歳〉
演 - パク・ソルミ
ジンセの妻。ファッション誌の記者。オリジナル日本語版の島谷（小松）凪子に相当。
コ・ジンセ〈29歳〉
演 - ホン・ジョンヒョン
チャンジュの夫。建築事務所に勤務する。オリジナル日本語版の島谷望に相当。
ペク・インギョン〈30歳〉
演 - チェ・ヨジン
ウニョクの妻。財閥出身でファッション誌を買収する。オリジナル日本語版の後藤（奥寺）弥生に相当。
チェ・ウニョク〈35歳〉
演 - キム・ミンジュン
インギョンの夫。大企業の常務。オリジナル日本語版の奥寺勢一郎に相当。

#### その他の人物
カン・ミョンジン〈33歳〉
演 - パク・シウン
ファッション誌の編集長。チャンジュの親友。
ト・ハンス〈37歳〉
演 - ク・ボンスン
建築事務所代表。ジンセの先輩で上司。
ホン・ラン〈21歳〉
演 - ペ・ヌリ
ジンセを慕う。ダンサー。